# Fliesenbach
Der Fliesenbach ist ein rechter Zufluss der Sinn im bayerischen Landkreis Main-Spessart im Spessart.

## Geographie

### Verlauf
Der Fliesenbach entspringt im Fliesenbachgrund unterhalb des gemeindefreien Gebietes Herrnwald. Auf dem Gipfel südlich davon, lag einst das Kloster Einsiedel. Der Bach verläuft in östliche Richtung und wird von den Gespringquellen verstärkt. In Rieneck fließt ihm der Trockenbach zu und der Fliesenbach mündet in die Sinn.

### Zuflüsse
- Trockenbach (links)

### Flusssystem Sinn
- Fließgewässer im Flusssystem Sinn